# Coraebosoma
Coraebosoma es un género de escarabajos de la familia Buprestidae.

## Especies
- Coraebosoma carteri Hoscheck, 1931
- Coraebosoma indicum Bellamy, 1990
- Coraebosoma manilense Obenberger, 1923
- Coraebosoma mindoroense Ohmomo, 2002
- Coraebosoma negrosianum Bellamy, 1990
- Coraebosoma panayense Bellamy, 1990
- Coraebosoma samarense Bellamy, 1990
- Coraebosoma sibuyanicum Bellamy, 1990
- Coraebosoma violaceum Bellamy, 1990
- Coraebosoma viridis Bellamy & Ohmomo, 2009